# Moreland Hills
Moreland Hills è un villaggio della contea di Cuyahoga nello stato dell'Ohio ed un ricco sobborgo della città di Cleveland. Al censimento del 2010 il villaggio contava 3 320 abitanti.